# R.P.G.〜Rockin' Playing Game
『R.P.G.〜Rockin' Playing Game』（アールピージー ロッキン プレイング ゲーム）は、2010年9月1日にリリースされたSuGの通算10枚目（メジャー3枚目）のシングルである。発売元はポニーキャニオン。

## 解説
- キャッチコピーは「かけがえのない絆を胸に 冒険の書を書きなぐれっ」。
- FAIRY TAIL盤、初回盤(DVD付き)、通常盤の3タイプ販売。
- 「R.P.G.〜Rockin' Playing Game」はアニメ『FAIRY TAIL』のオープニングテーマ曲。

## 収録曲

### FAIRY TAIL盤
CD
1. R.P.G.〜Rockin' Playing Game
2. don't stop da muzic

DVD
- 『FAIRY TAIL』オープニング映像

### 初回盤
CD
FAIRY TAIL盤に同じ
DVD
- 「R.P.G.〜Rockin' Playing Game」VIDEO CLIP

### 通常盤
CD
1. R.P.G.〜Rockin' Playing Game
2. don't stop da muzic
3. 16bit HERO3